# Hoffen
Hoffen (en alsacià Hoffe) és un municipi francès, situat a la regió del Gran Est, al departament del Baix Rin. L'any 1999 tenia 1.103 habitants.
Forma part del cantó de Wissembourg, del districte de Haguenau-Wissembourg i de la Comunitat de comunes de l'Outre-Forêt.

## Demografia
| 1962 | 1968 | 1975  | 1982 | 1990  | 1999  |
| ---- | ---- | ----- | ---- | ----- | ----- |
| 961  | 993  | 1.001 | 935  | 1.024 | 1.103 |

## Administració
| Període | Identitat    | Partit |
| ------- | ------------ | ------ |
| 2001-   | Raymond Roth |        |